# Balșa
Balșa es una comuna ubicada en el distrito de Hunedoara, Rumania.

## Superficie
Cuenta con una superficie de 154,7 kilómetros cuadrados.

## Demografía
Hasta 2021 la población era de 753 habitantes, con una densidad de población de 4,868 habitantes por kilómetro cuadrado.